# Chermignon

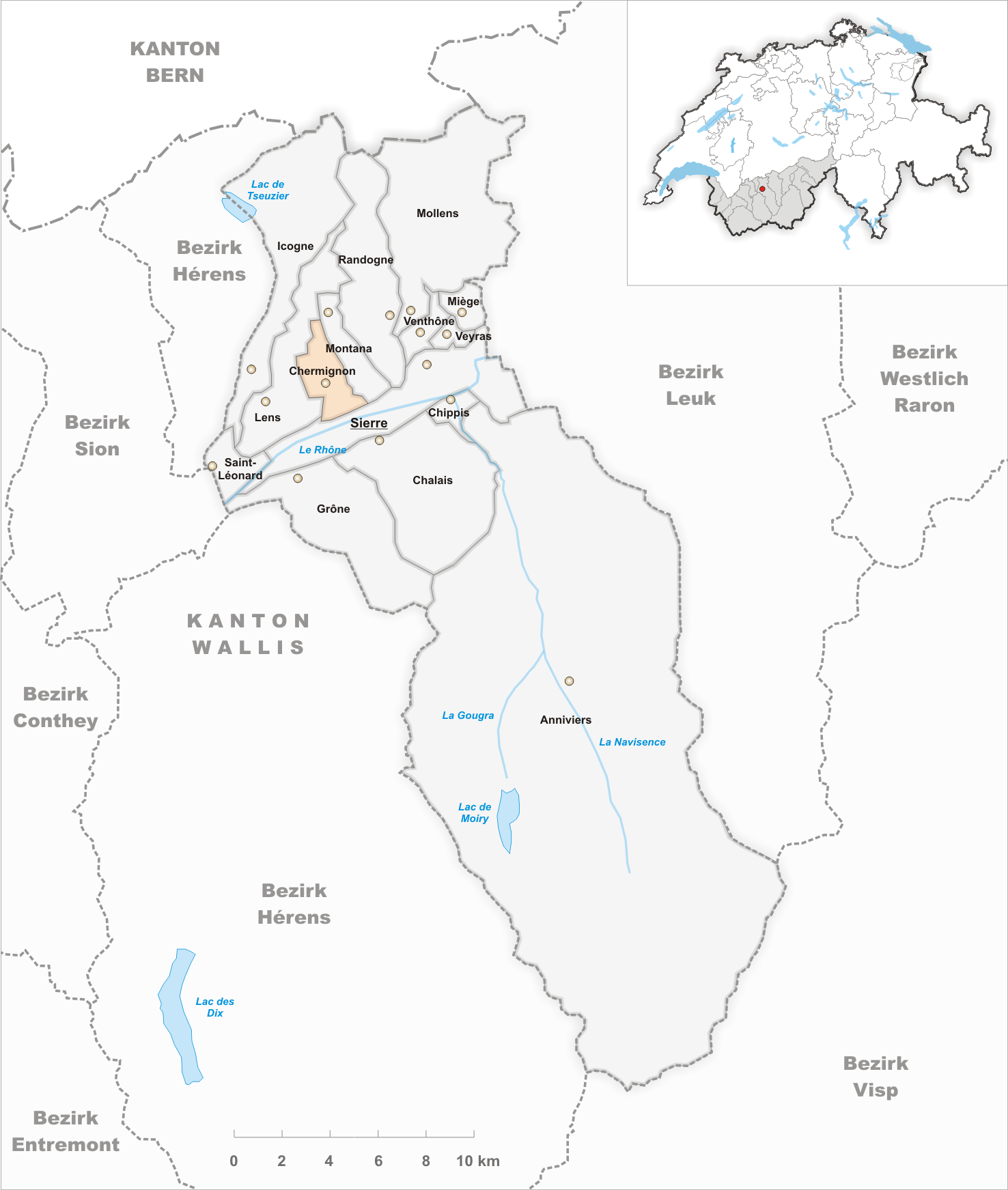
Gemeindestand vor der Fusion am 1. Januar 2017

Chermignon ist eine Burgergemeinde mit einem Burgerrat sowie eine Pfarrgemeinde des Dekanats Siders und war bis am 31. Dezember 2016 eine politische Gemeinde des Bezirks Siders im französischsprachigen Teil des Kantons Wallis in der Schweiz. Am 1. Januar 2017 fusionierte Chermignon mit den Gemeinden Mollens, Montana und Randogne zur neuen Gemeinde Crans-Montana.

## Geographie
Chermignon besteht aus den beiden Dörfern Chermignon d’en Haut und Chermignon d’en Bas, den Weilern Champzabé und Ollon sowie der Feriensiedlung von Crans-sur-Sierre, die wiederum einen Teil der Fremdenverkehrsregion Crans-Montana bildet.

## Geschichte
Der Ort wurde im Jahr 1228 als Chermenon erstmals urkundlich erwähnt. Die Gemeinde entstand 1905 aus einem Teil der ehemaligen Grossgemeinde Lens. Chermignon gehörte kirchlich noch bis 1948 zur Pfarrei Lens. 1952 wurde die örtliche Kirche Saint-Georges fertiggestellt, nach den Plänen von Jean-Marie Ellenberger.

Historisches Luftbild von Werner Friedli von 1949

## Bevölkerung
| Bevölkerungsentwicklung | Bevölkerungsentwicklung | Bevölkerungsentwicklung | Bevölkerungsentwicklung | Bevölkerungsentwicklung | Bevölkerungsentwicklung | Bevölkerungsentwicklung | Bevölkerungsentwicklung | Bevölkerungsentwicklung | Bevölkerungsentwicklung |
| ----------------------- | ----------------------- | ----------------------- | ----------------------- | ----------------------- | ----------------------- | ----------------------- | ----------------------- | ----------------------- | ----------------------- |
| Jahr                    | 1850                    | 1910                    | 1950                    | 1990                    | 2000                    | 2010                    | 2012                    | 2014                    | 2016                    |
| Einwohner               | 522                     | 848                     | 1330                    | 2553                    | 2711                    | 2961                    | 3008                    | 3093                    | 3092                    |

## Sehenswürdigkeiten
- Liste der Kulturgüter in Crans-Montana

## Persönlichkeiten
- Bruno Bagnoud (1935–2022), Bergführer, Pilot, Unternehmer und Mäzen